# Người Palestine

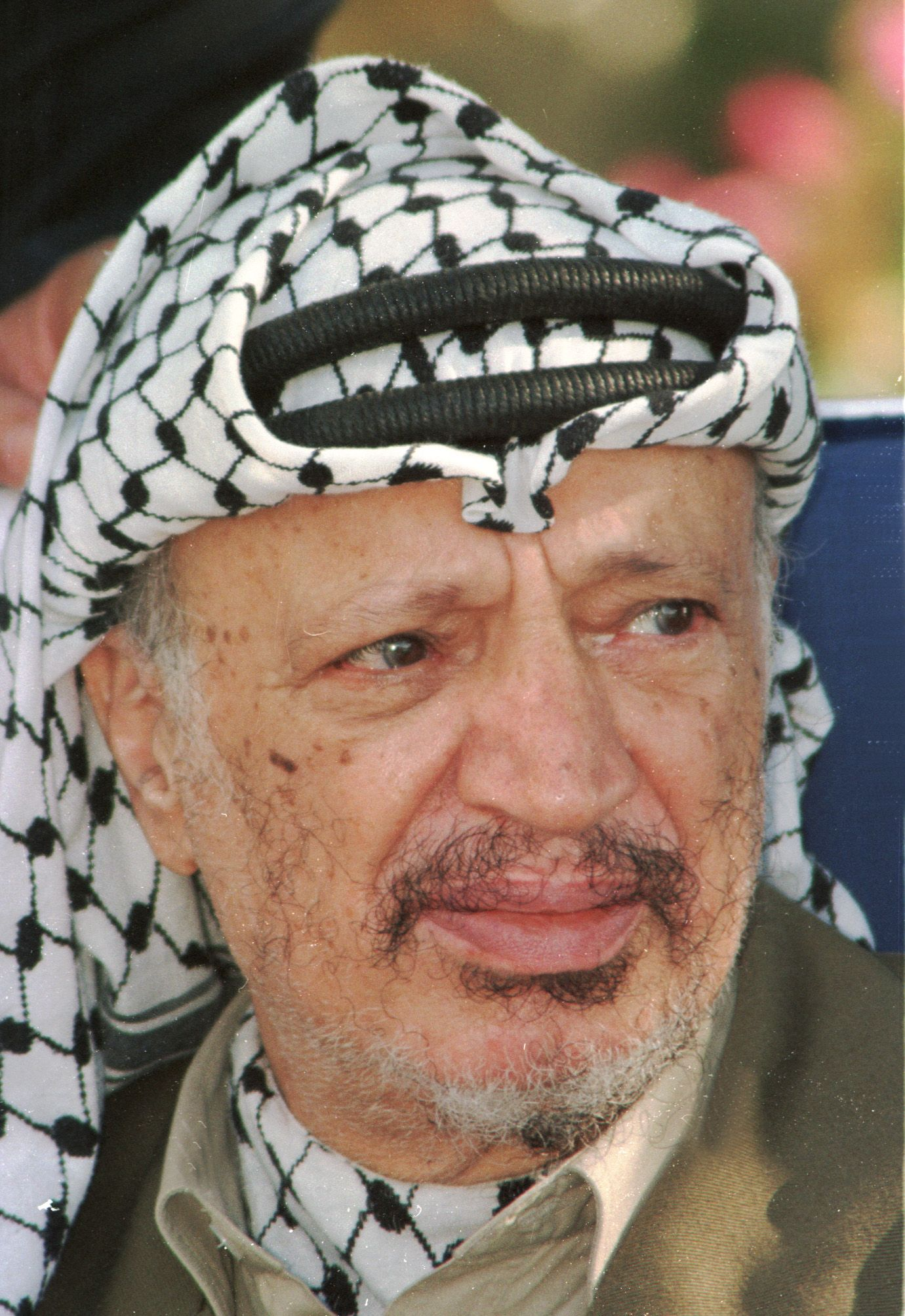
Chủ tịch Yasser Arafat (Y-át-xơ-A-ra-phát) - vị cha già dân tộc của nhân dân Palestine, ông từng phát biểu rằng: Tôi chưa có tổ quốc, Việt Nam là tổ quốc của tôi (Phát biểu năm 1970 khi đến thăm Việt Nam trong cuộc chiến tranh Việt Nam)

Người Palestine (phát âm tiếng Việt như là: người Pa-le-xtin hay Pa-lét-xtin; tiếng Ả rập: الفلسطينيون, al-Filasṭīniyyūn hay الشعب الفلسطيني, ash-sha'b al-Filasṭīnī; tiếng Do Thái: פָלַסְטִינִים, Fālasṭīnīm hay còn gọi là người Palestine Ả rập/ العرب الفلسطينيون, al-ʿArab al-Filasṭīniyyūn) là một nhóm người Ả Rập có nguồn gốc từ những người đã sinh sống lâu đời ở vùng Palestine trong nhiều thiên niên kỷ (là những người Philistin được nhắc đến trong Kinh thánh). Bất chấp nhiều cuộc chiến tranh và cuộc di cư khác nhau, khoảng một nửa dân số Palestine trên thế giới vẫn tiếp tục cư trú trên lãnh thổ của Palestine trước đây, hiện bao gồm Bờ Tây và Dải Gaza (các lãnh thổ của người Palestine) cũng như ở Israel. Năm 1919, người Hồi giáo Palestine và người Cơ đốc giáo Palestine chiếm 90% dân số Palestine, ngay trước làn sóng nhập cư Do Thái thứ ba dưới sự ủy trị của Anh sau Thế chiến thứ nhất. Sự phản đối việc nhập cư của người Do Thái đã thúc đẩy việc củng cố bản sắc dân tộc thống nhất, mặc dù xã hội Palestine vẫn bị chia rẽ từ những khác biệt về khu vực, giai cấp, tôn giáo và gia đình.
Lịch sử bản sắc dân tộc Palestine là một vấn đề gây tranh cãi giữa các học giả, thuật ngữ "Palestin" được người Ả Rập Palestine sử dụng để chỉ khái niệm dân tộc chủ nghĩa về một dân tộc Palestine từ cuối thế kỷ 19 và trước Thời kỳ Thế chiến thứ nhất. Sự giải thể của Đế chế Ottoman và sau đó là việc thành lập một chính quyền ủy trị của Anh cho khu vực đã thay thế quốc tịch Ottoman bằng quốc tịch Palestine, củng cố bản sắc dân tộc. Sau Tuyên ngôn Độc lập của Israel, việc trục xuất người Palestine năm 1948, và hơn thế nữa sau cuộc di cư của người Palestine năm 1967, thuật ngữ "Palestin" đã phát triển thành ý nghĩa về một tương lai chung dưới hình thức khát vọng về một nhà nước Palestine Ngày nay, bản sắc Palestine bao gồm di sản của mọi thời đại từ thời Kinh thánh cho đến thời kỳ Ottoman.
Được thành lập vào năm 1964, Tổ chức Giải phóng Palestine (PLO) là một tổ chức bảo trợ cho các nhóm đại diện cho người dân Palestine trước các quốc gia trên trường quốc tế. Chính quyền Quốc gia Palestine chính thức được thành lập vào năm 1994 theo Hiệp định Oslo, là một cơ quan hành chính lâm thời chịu trách nhiệm quản lý trên danh nghĩa các trung tâm dân cư Palestine ở Bờ Tây và Dải Gaza. Kể từ năm 1978, Liên hợp quốc đã tổ chức Ngày Quốc tế đoàn kết hàng năm với nhân dân Palestine. Theo nhà sử học người Anh Perry Anderson, người ta ước tính rằng một nửa dân số ở các vùng lãnh thổ Palestine là người tị nạn Palestine, và họ đã phải chịu thiệt hại chung về tài sản khoảng 300 tỷ USD do sự tịch thu tài sản từ phía Israel, tính theo thời giá năm 2008–2009. Năm 2023 cho đến nay, người Palestine tại dải Gaza phải trải qua cuộc diệt chủng Gaza do Israel phát động nhắm vào người dân Palestine.